# Place of Weeping
Place of Weeping (o Afrika - Land der Hoffnung), es una película dramática sudafricana de 1986 dirigida por Darrell Roodt y producida por Anant Singh para Place of Weeping Productions. Está protagonizada por James Whyle, Gcina Mhlophe, Charles Comyn, Norman Coombes, Michelle du Toit, Kerneels Coertzen y Patrick Shai.

## Sinopsis
La película describe en detalle los grupos multiculturales en Sudáfrica, cómo el país colapsó y la lucha en el régimen opresivo de Sudáfrica.

## Reparto
| Actor              | Personaje                |
| ------------------ | ------------------------ |
| James Whyle        | Philip Seago             |
| Gcina Mhlophe      | Gracie                   |
| Charles Comyn      | Tokkie van Rensburg      |
| Norman Coombes     | Padre Eagen              |
| Michelle du Toit   | Maria van Rensburg       |
| Kerneels Coertzen  | Fiscal                   |
| Patrick Shai       | Lucky                    |
| Ramolao Makhene    | Themba                   |
| Siphiwe Khumalo    | Joseph                   |
| Doreen Mazibuko    | Niña                     |
| Thoko Ntshinga     | Viuda de José            |
| Elaine Proctor     | Periodista               |
| Ian Steadman       | Dave, editor             |
| Marcel van Heerden | Propietario de cafetería |
| Nandi Nyembe       | Madre de la niña         |
| Nicky Rebelo       | Granjero                 |
| Sean Taylor        | Granjero                 |

## Lanzamiento
Es la primera película anti-apartheid realizada íntegramente en Sudáfrica. Se estrenó el 5 de diciembre de 1986. Recibió reseñas positivas de la crítica.